# 相马崇人
相马崇人（1981年12月10日—），已退役日本足球運動員，司職後衛。

## 俱乐部生涯
相马崇人出道于日职联赛的东京日视，并且随队先后获得了天皇杯冠军和日本超级杯冠军。
2005年底，相马崇人转会来到了浦和红钻，在效力浦和红钻期间，相马崇人展现了出色的水平，帮助球队在2006年获得了日职联赛和日本超级杯的双料冠军，2007年相马崇人再次随队获得了亚冠联赛的冠军。
2009年，相马崇人加盟了葡超球队马里迪莫。2010年，科特布斯官网正式宣布从葡超球队马里迪莫免费签下了日本球员相马崇人，双方签订了一份为期两年的合同，而相马崇人也成为了科特布斯历史上首位日本球员。2008-09赛季结束后，马里蒂莫最终排名联赛第9，半个赛季中，相马崇人为球队出场7次。
2011年7月，相马崇人回到日本加盟日职联赛球队神户胜利船。

## 外部連結
- 相马崇人 – FIFA國際賽競賽紀錄 (存檔) （英文）
- ヴィッセル神戸による公式プロフィール
- 代理人：トーマス・クロート日本公式サイト
- Soccerway資料庫：相马崇人
- 日本職業足球聯賽中的相马崇人 （日語）